# یتی (مسقط)
یتی (به عربی: یتی) یک منطقهٔ مسکونی در عمان است که در جنوب شرقی مسقط واقع شده است. این منطقه تا قبل از سال ۲۰۱۶ میلادی بافت روستایی و سنتی داشته است. اما بعد از این سال به دستور سلطنتی پادشاه عمان سلطان هیثم، و سرمایه‌گذاری چند شرکت خارجی مانند دار الارکان، العمران و وزارت عمران سلطنت عمان، پروژه دو شهرک اینترنشنال در این منطقه آغاز شد.
شهرک یتی با هدف زندگی سالم طراحی شده است و تا سال ۲۰۴۰ به اتمام خواهد رسید.
شهرک آیدا نیز در منطقه ساحل یتی در حال احداث است.
علاوه بر دو شهرک یتی و آیدا که در متن اصلی به آنها اشاره شده است، پروژه‌های مسکونی دیگری نیز در یتی در حال توسعه هستند همچون مسقط بی و ساستینبل سیتی.